# Рихвалд (Чешка)
Рихвалд (чеш. Rychvald) град је у Чешкој Републици, у оквиру чешког дела историјске покрајине Шлеске. Град се налази у управној јединици Моравско-Шлески крај, у оквиру којег припада округу Карвина.

## Становништво
Према подацима о броју становника из 2014. године град је имао 7.251 становника.